# Chamar (sommet)
Pour l’article homonyme, voir Chamar.
Le Chamar est un sommet du massif du Sringi Himal, dans l'Himalaya. Il présente deux sommets d'altitudes proches, le point culminant à 7 165 m d'altitude et 2 061 m de proéminence, et le sommet sud, à 7 165 m d'altitude et 219 m de culminance, distant de 800 m.
Le point culminant a été gravi le 6 juin 1953 par l'arête Nord-Est, par M. Bishop et le sherpa Namgyl, membres d'une expédition néo-zélandaise, trois autres membres atteignant le sommet le lendemain,. Le sommet n'a pas été gravi depuis 1953, malgré des tentatives par une expédition japonaise en 1983 au cours de laquelle un alpiniste fut tué dans une avalanche), une expédition anglo-américaine en 1994 et en 2000, toutes par l'arête Nord-Est.
Le Chamar Sud n'a jamais été gravi et fait partie des plus hauts sommets vierges du monde.